# Lobo Chan
Lobo Chan (15 ottobre 1960) è un cantante lirico e attore britannico.
Attivo come cantante lirico, ha anche lavorato come attore in film tra cui King Kong, remake dell'omonimo film, con Naomi Watts e Adrien Brody. Ha anche lavorato in diversi cortometraggi e serie televisive.